# Jacques Parsons
Pour les articles homonymes, voir Parsons.
Ne doit pas être confondu avec Jack Parsons.
Jacques Parsons, né le 18 octobre 1900 à Paris (7ème arrondissement) et mort le 6 novembre 1978 dans la même ville (17e arrondissement) est un traducteur français.

## Biographie
Il est le fils du journaliste et homme politique français Léon Parsons (1872-1941) et de Gabrielle Raucoule et le troisième époux de la femme de lettres et salonnière parisienne Lise Deharme (1898-1980).

## Traductions
On doit à Jacques Parsons un certain nombre de traductions en français de romans ou nouvelles d'auteurs américains et britanniques de littérature fantastique et de science-fiction, parmi lesquels H. P. Lovecraft et Philip K. Dick et Bram Stocker, notamment :
- Le Maître du Haut Château (1970)